# Homoneura haejuana
Homoneura haejuana är en tvåvingeart som beskrevs av Mitsuhiro Sasakawa och Kozanek 1995. Homoneura haejuana ingår i släktet Homoneura och familjen lövflugor.
Artens utbredningsområde är Nordkorea. Inga underarter finns listade i Catalogue of Life.